# The New Guy
The New Guy (Novo no Pedaço(pt-BR), Um Zero À Esquerda(pt-PT) é um filme norte-americano de 2002, do gênero comédia adolescente dirigido por Ed Decter. É estrelado por DJ Qualls, Eliza Dushku e conta com a participação especial de Tony Hawk e Gene Simmons.

## Sinopse
Após alguns anos sendo considerado o garoto mais idiota da escola e sendo alvo das mais diversas humilhações, Dizzy (DJ Qualls) acaba sendo expulso e vai parar na prisão. Lá seu companheiro de cela o ajuda a mudar sua imagem, ensinando-lhe como ser popular em seu novo colégio. O plano dá certo e, já livre, Dizzy passa a ser a nova sensação do lugar. Porém, seu novo reinado é ameaçado pelo aparecimento de um antigo algoz de sua escola anterior.